# Abłajchan Żusupow
Abłajchan Kajratowicz Żusupow (ur. 10 stycznia 1997) − kazachski bokser kategorii lekkiej, młodzieżowy mistrz igrzysk olimpijskich oraz młodzieżowy mistrz świata z 2014 roku.

## Kariera amatorska
W kwietniu 2014 był uczestnikiem młodzieżowych mistrzostw świata w Sofii. W finałowej walce o złoty medal na młodzieżowych mistrzostwach pewnie pokonał reprezentanta Rumunii Arsena Mustafę. W sierpniu 2014 został młodzieżowym mistrzem olimpijskim w kategorii lekkiej. W półfinale wygrał na punkty z reprezentantem Węgier Richárdem Könnyű, a w finale z Alaynem Limontą.